# Círculo de Nioro de Sahel
Nioro de Sahel es una subdivisión administrativa (cercle o círculo) de la región de Kayes, en Malí. En abril de 2009 tenía una población censada de 228 926 habitantes y estaba formada por las siguientes comunas o municipios, que se muestran igualmente con población de abril de 2009:
- Baniéré Koré 5,661
- Diabigue 9,408
- Diarra 7,137
- Diaye Coura 13,717
- Gavinane 15,679
- Gogui 12,947
- Guétéma 9,332
- Kadiaba Kadiel 9,926
- Koréra Koré 19,427
- Nioro 33,691
- Nioro Tougouné Rangabé 13,201
- Sandare 25,616
- Simbi 20,093
- Trougoumbé 12,488
- Yéréré 13,487
- Youri 7,116[1]